# علي حسين (مذيع بحريني)
علي حسين، مذيع بحريني.